# Gran Premio di Francia 2008
Il Gran Premio di Francia 2008 si è svolto il 22 giugno sul Circuito di Magny-Cours a Magny-Cours.

## Vigilia
Il week end del Gran Premio è iniziato subito con le proteste dei tifosi locali contro le idee di Bernie Ecclestone, perché la gara del 2008 sarebbe stato l'ultimo Gran Premio francese a disputarsi a Magny-Cours. Il patron della Formula 1 infatti preferiva un Gran Premio a Parigi nella zona di Disneyland Paris, stanco ormai delle campagne di Magny-Cours. Per l'occasione è stato presentato un progetto nuovo di zecca che permetterà al circuito una ristrutturazione, ma questo progetto (chiamato Magny-Cours 2) non ha permesso al circuito negli anni successivi di disputare altri Gran Premi iridati di Formula 1.

## Prove
Nella prima sessione del venerdì, si è avuta questa situazione:
| Pos | Nome              | Squadra/Motore   | Tempo    |
| --- | ----------------- | ---------------- | -------- |
| 1   | Felipe Massa      | Ferrari          | 1'15"306 |
| 2   | Lewis Hamilton    | McLaren-Mercedes | 1'16"002 |
| 3   | Heikki Kovalainen | McLaren-Mercedes | 1'16"055 |

Nella seconda sessione del venerdì, si è avuta questa situazione:
| Pos | Nome            | Squadra/Motore | Tempo    |
| --- | --------------- | -------------- | -------- |
| 1   | Fernando Alonso | Renault        | 1'15"778 |
| 2   | Felipe Massa    | Ferrari        | 1'15"854 |
| 3   | Kimi Räikkönen  | Ferrari        | 1'15"999 |

Nella sessione del sabato mattina, si è avuta questa situazione:
| Pos | Nome              | Squadra/Motore     | Tempo    |
| --- | ----------------- | ------------------ | -------- |
| 1   | Nelson Piquet Jr. | Renault            | 1'15"750 |
| 2   | Mark Webber       | Red Bull-Renault   | 1'15"759 |
| 3   | Sebastian Vettel  | Toro Rosso-Ferrari | 1'15"827 |

## Qualifiche

### Resoconto
Kimi Räikkönen, con la pole-position ottenuta nel Gran Premio di Francia, ha totalizzato la 200ª pole-position in assoluto per il team Ferrari.

### Risultati
Nella sessione di qualificazione, si è avuta questa situazione:
| Pos | N  | Nome                 | Costruttore/Motore  | Q 1      | Q 2      | Q 3      | Griglia |
| --- | -- | -------------------- | ------------------- | -------- | -------- | -------- | ------- |
| 1   | 1  | Kimi Räikkönen       | Ferrari             | 1'15"133 | 1'15"161 | 1'16"449 | 1       |
| 2   | 2  | Felipe Massa         | Ferrari             | 1'15"024 | 1'15"041 | 1'16"490 | 2       |
| 3   | 22 | Lewis Hamilton       | McLaren-Mercedes    | 1'15"634 | 1'15"293 | 1'16"693 | 13*     |
| 4   | 5  | Fernando Alonso      | Renault             | 1'15"754 | 1'15"483 | 1'16"840 | 3       |
| 5   | 11 | Jarno Trulli         | Toyota              | 1'15"521 | 1'15"362 | 1'16"920 | 4       |
| 6   | 23 | Heikki Kovalainen    | McLaren-Mercedes    | 1'15"965 | 1'15"639 | 1'16"944 | 10**    |
| 7   | 4  | Robert Kubica        | BMW Sauber          | 1'15"687 | 1'15"723 | 1'17"037 | 5       |
| 8   | 10 | Mark Webber          | Red Bull-Renault    | 1'16"020 | 1'15"488 | 1'17"233 | 6       |
| 9   | 9  | David Coulthard      | Red Bull-Renault    | 1'15"802 | 1'15"654 | 1'17"426 | 7       |
| 10  | 12 | Timo Glock           | Toyota              | 1'15"727 | 1'15"558 | 1'17"596 | 8       |
| 11  | 6  | Nelson Piquet Jr.    | Renault             | 1'15"848 | 1'15"770 |          | 9       |
| 12  | 3  | Nick Heidfeld        | BMW Sauber          | 1'16"006 | 1'15"786 |          | 11      |
| 13  | 15 | Sebastian Vettel     | Toro Rosso-Ferrari  | 1'15"918 | 1'15"816 |          | 12      |
| 14  | 14 | Sébastien Bourdais   | Toro Rosso-Ferrari  | 1'16"072 | 1'16"045 |          | 14      |
| 15  | 7  | Nico Rosberg         | Williams-Toyota     | 1'16"085 | 1'16"235 |          | 19*     |
| 16  | 8  | Kazuki Nakajima      | Williams-Toyota     | 1'16"243 |          |          | 15      |
| 17  | 16 | Jenson Button        | Honda               | 1'16"306 |          |          | 16      |
| 18  | 17 | Rubens Barrichello   | Honda               | 1'16"330 |          |          | 20***   |
| 19  | 21 | Giancarlo Fisichella | Force India-Ferrari | 1'16"971 |          |          | 17      |
| 20  | 20 | Adrian Sutil         | Force India-Ferrari | 1'17"053 |          |          | 18      |

- * Lewis Hamilton e Nico Rosberg sono stati penalizzati di 10 posizioni per la serie di tamponamenti ai box occorsi al precedente Gran Premio del Canada[8].
- ** Heikki Kovalainen è stato penalizzato di 5 posizioni per aver ostacolato Mark Webber durante la Q2 delle qualifiche[9].
- *** Rubens Barrichello è stato penalizzato di 5 posizioni per aver sostituito il cambio prima del GP[10].

## Gara

### Resoconto
Al via le Ferrari mantengono le prime due posizioni; Alonso passato da Trulli e Kubica, recupera una posizione a scapito del polacco all’uscita del tornante Adelaide. Hamilton parte aggressivo e sale al decimo posto dopo un sorpasso al limite a Vettel in cui taglia la chicane Nürburgring, andando ad attaccare subito Kovalainen. Il finlandese, che ha più benzina dopo qualche giro lascia passare il compagno di scuderia. Hamilton prova ad attaccare Piquet, che è stato autore di un'ottima partenza, riuscendo ad issarsi all'ottavo posto; la resistenza del brasiliano è però strenua e l'inglese non passa.
Jenson Button rientra ai box per sostituire l'alettone anteriore danneggiato ma è costretto al ritiro. Dopo alcuni giri di assedio a Piquet, Hamilton viene penalizzato con un drive-through per aver tagliato la chicane al primo giro e non aver restituito la posizione a Vettel: rientra in pista al 13º posto. Il primo a rifornire è Alonso, al 15º giro, che monta gomme dure e rientra davanti a Hamilton. L'inglese lo attacca e lo passa all’interno del curvone Estoril; di lì a poco però Hamilton si ferma per rifornire e ritorna nelle retrovie. Poi si fermano ai box nell'ordine Trulli, Kubica, Glock e Räikkönen. Piquet, che aveva rifornito davanti a Kovalainen, inserisce al posto del limitatore di velocità il folle e viene sopravanzato all'uscita della corsia box proprio dal finlandese, ora settimo. Il ritmo delle Ferrari è insostenibile per gli avversari: Massa è a 6 secondi da Räikkönen, Trulli ad una trentina, mentre Kubica è quarto, ora davanti ad Alonso.
Dal 33º giro il ritmo di Räikkönen si alza improvvisamente di oltre un secondo a giro; la vettura di Kimi accusa infatti un problema allo scarico destro: uno dei tubi si stacca e inizia a penzolare pericolosamente dal retrotreno, bruciando anche parte della carrozzeria. Al 39º giro il campione del mondo è costretto a cedere il passo al compagno di squadra che va così al comando. Räikkönen perde inizialmente terreno anche su Trulli, negli scarichi del quale c’è Kubica, ma il finlandese riesce poi a tenere un ritmo sufficiente a stabilizzare il distacco. Al 42º giro Kovalainen infila Webber al tornante Adelaide e guadagna un’ulteriore posizione alla fine del giro, quando Alonso apre la seconda tornata di stop. Il finlandese gira forte e, quando dieci giri dopo si ferma a sua volta, è salito al quarto posto, vicino a Trulli. A perderci è ancora Alonso che scende al settimo, dietro a Webber e appena davanti ad un buon Piquet.
Quando mancano ormai 14 giri al termine, effettuati anche tutti i pit-stop, arriva la pioggia e i tempi cominciano ad alzarsi senza che però nessuno rientri. Il finale è tutto nella accesa lotta tra Trulli e Kovalainen, col pescarese che mantiene il terzo posto, da dedicare alla memoria di Ove Andersson, ex team manager della Toyota, che ha corso listata a lutto. Vince Massa, il primo pilota quest'anno ad aggiudicarsi tre Gran Premi, seguito dallo sfortunato Räikkönen e dal grintoso Trulli, il quale riporta la Toyota sul podio per la prima volta dal Gran Premio d'Australia 2006. Quarto un positivo Kovalainen, quinto Kubica, sesto un ottimo Webber, settimo Piquet, che nelle ultime battute ha sorpassato il compagno di scuderia Alonso, approfittando di un'indecisione dello spagnolo in fase di doppiaggio.
In classifica piloti Massa si porta in testa con 48 punti, davanti a Kubica con 46, seguito da Räikkönen a quota 43 ed infine Hamilton a 38. Nel campionato costruttori la Ferrari consolida il primato con 91 punti, davanti a BMW con 74 punti e McLaren con 58.

### Risultati
I risultati del Gran Premio sono i seguenti:
| Pos | N  | Pilota               | Costruttore/Motore  | Giri | Tempo/Ritiro | Griglia | Punti |
| --- | -- | -------------------- | ------------------- | ---- | ------------ | ------- | ----- |
| 1   | 2  | Felipe Massa         | Ferrari             | 70   | 1h31'50"245  | 2       | 10    |
| 2   | 1  | Kimi Räikkönen       | Ferrari             | 70   | +17"984      | 1       | 8     |
| 3   | 11 | Jarno Trulli         | Toyota              | 70   | +28"250      | 4       | 6     |
| 4   | 23 | Heikki Kovalainen    | McLaren-Mercedes    | 70   | +28"929      | 10      | 5     |
| 5   | 4  | Robert Kubica        | BMW Sauber          | 70   | +30"512      | 5       | 4     |
| 6   | 10 | Mark Webber          | Red Bull-Renault    | 70   | +40"304      | 6       | 3     |
| 7   | 6  | Nelson Piquet Jr.    | Renault             | 70   | +41"033      | 9       | 2     |
| 8   | 5  | Fernando Alonso      | Renault             | 70   | +43"372      | 3       | 1     |
| 9   | 9  | David Coulthard      | Red Bull-Renault    | 70   | +51"021      | 7       |       |
| 10  | 22 | Lewis Hamilton       | McLaren-Mercedes    | 70   | +54"538      | 13      |       |
| 11  | 12 | Timo Glock           | Toyota              | 70   | +57"700      | 8       |       |
| 12  | 15 | Sebastian Vettel     | Toro Rosso-Ferrari  | 70   | +58"065      | 12      |       |
| 13  | 3  | Nick Heidfeld        | BMW Sauber          | 70   | +1'02"079    | 11      |       |
| 14  | 17 | Rubens Barrichello   | Honda               | 69   | +1 Giro      | 20      |       |
| 15  | 8  | Kazuki Nakajima      | Williams-Toyota     | 69   | +1 Giro      | 15      |       |
| 16  | 7  | Nico Rosberg         | Williams-Toyota     | 69   | +1 Giro      | 19      |       |
| 17  | 14 | Sébastien Bourdais   | Toro Rosso-Ferrari  | 69   | +1 Giro      | 14      |       |
| 18  | 21 | Giancarlo Fisichella | Force India-Ferrari | 69   | +1 Giro      | 17      |       |
| 19  | 20 | Adrian Sutil         | Force India-Ferrari | 69   | +1 Giro      | 18      |       |
| Ret | 16 | Jenson Button        | Honda               | 16   | Incidente    | 16      |       |

## Classifiche Mondiali

### Piloti
| Pos | Pilota             | Punti |
| --- | ------------------ | ----- |
| 1   | Felipe Massa       | 48    |
| 2   | Robert Kubica      | 46    |
| 3   | Kimi Räikkönen     | 43    |
| 4   | Lewis Hamilton     | 38    |
| 5   | Nick Heidfeld      | 28    |
| 6   | Heikki Kovalainen  | 20    |
| 7   | Mark Webber        | 18    |
| 8   | Jarno Trulli       | 18    |
| 9   | Fernando Alonso    | 10    |
| 10  | Nico Rosberg       | 8     |
| 11  | Kazuki Nakajima    | 7     |
| 12  | David Coulthard    | 6     |
| 13  | Timo Glock         | 5     |
| 14  | Sebastian Vettel   | 5     |
| 15  | Rubens Barrichello | 5     |
| 16  | Jenson Button      | 3     |
| 17  | Sébastien Bourdais | 2     |
| 18  | Nelson Piquet Jr.  | 2     |

### Costruttori
| Pos | Team             | Punti |
| --- | ---------------- | ----- |
| 1   | Ferrari          | 91    |
| 2   | BMW Sauber       | 74    |
| 3   | McLaren-Mercedes | 58    |
| 4   | RBR-Renault      | 24    |
| 5   | Toyota           | 23    |
| 6   | Williams-Toyota  | 15    |
| 7   | Renault          | 12    |
| 8   | Honda            | 8     |
| 9   | STR-Ferrari      | 7     |